# Hans-Dieter Garwe
Hans-Dieter Garwe (* 20. Mai 1940) ist ein deutscher ehemaliger Fußballtorwart, der in den 1960er Jahren in der DDR-Liga, der in zweithöchsten Spielklasse im DDR-Fußball aktiv war. 

## Sportliche Laufbahn
Nachdem H. D. Garwe zuvor als Ersatztorwart ohne Einsatz bei der Armeesportgemeinschaft Vorwärts Cottbus zum Kader gehört hatte, schloss er sich zur Saison 1961/62 der Betriebssportgemeinschaft BSG Motor Eisenach an, die in der drittklassigen 2. DDR-Liga vertreten war. Mit ihr stieg er 1962 in die 1. DDR-Liga auf. Er wurde als Stammtorwart vorgesehen und bestritt auch die ersten zwölf Ligaspiele. Für den Rest der Saison wurde der zweite Torwart Willi Hergarten eingesetzt. 
Zur Saison 1963/64 wechselte Garwe zum DDR-Ligisten TSC Berlin, wo er sich den Torwartposten mit zwei weiteren Aktiven teilte. In unregelmäßigen Abständen kam Garwe in acht DDR-Liga-Spielen zum Einsatz. 
Nach nur einer Spielzeit kehrte er zu Motor Eisenach zurück. Er wurde für drei DDR-Liga-Spielzeiten sesshaft und bestritt in den 90 Spieltagen von 1964/65 bis 1966/67 69 Punktspiele. Außerdem kam Garwe 1964 in den drei Spielen um den DDR-Fußballpokal eingesetzt, ehe die BSG Motor im Rückspiel der 2. Runde dem DDR-Oberligisten SC Motor Jena auswärts mit 0:3 unterlag. 
Zur Saison 1967/68 suchte sich Hans Garwe wieder ein neues Betätigungsfeld beim fünftklassigen Kreisligisten TSG Ruhla. Nach dieser Phase des Freizeitfußballers tauchte Garwe in der Saison 1968/69 wieder in der DDR-Liga auf, wo er nun für die BSG Kali Werra Tiefenort für zwei Spielzeiten das Tor hütete. Sowohl 1968/69 wie 1969/70 war er mit 21 bzw. 23 Einsätzen bei jeweils 30 Ligaspielen erster Torwart der Mannschaft. 
In der Spielzeit 1970/71 kehrte Hans Garwe wieder zur TSG Ruhla zurück. Diese spielte immer noch in der Kreisklasse, stieg aber mit Garwe innerhalb von zwei Spielzeiten bis in die Bezirksliga auf. 1974 gelang der Aufstieg in die DDR-Liga, wo Garwe 1974/75 letztmals im höherklassigen Fußball aktiv war und mit 16 Punktspieleinsätzen bei 22 Runden noch einmal Stammspieler war. Zeitweise wirkte er bei der TSG auch als Spielertrainer. 
In seinen sieben Spielzeiten in der DDR-Liga war Hans-Dieter Garwe bei fünf Stationen auf insgesamt 133 Punktspieleinsätzen gekommen.